# 이태현 (1916년)
이태현(李台現, 1916년 ~ 1985년)은 서울대학교 농과대학 교수이자 서울농업대학(현 서울시립대학교)학장을 지낸 교육자이자 농촌진흥청장을 지낸 공무원이다. 
함경남도 출생으로 일본 야마구치고등학교를 1942년에 졸업하고 일본 도쿄제국대학을 1942년부터 1945년까지 재학 수료하였다. 미국 미네소타대학교에서 석사 학위를, 서울대학교에서 농학 박사 학위를 받았고 서울대학교 농과 대학 교수로 재직하였다. 제4대 농촌진흥청장을 지냈고, 서울농업대학(현 서울시립대학교) 제 3대 학장을 지냈으며 녹조소성훈장을 받았다. 수원 농천교회를 설립하였다. 
| 전임 최응상 | 제4대 농촌진흥청장 1966년 3월 26일 ~ 1968년 5월 10일 | 후임 김인환 |

1. ↑  “역대총장 < 총장실 < UOS소개 < 서울시립대학교”. 2019년 11월 16일에 확인함.
2. ↑  “경기도의기독교 - 농천교회”. 2007년 7월 22일. 2019년 11월 16일에 확인함.